# Рај (Колорадо)
Рај (енгл. Rye) град је у америчкој савезној држави Колорадо.

## Демографија
По попису из 2010. године број становника је 153, што је 49 (-24,3%) становника мање него 2000. године.
| Група             | 2000.       | 2010.       |
| Белци             | 182 (90,1%) | 129 (84,3%) |
| Афроамериканци    | 1 (0,5%)    | 0 (0,0%)    |
| Азијати           | 0 (0,0%)    | 0 (0,0%)    |
| Хиспаноамериканци | 7 (3,5%)    | 23 (15,0%)  |
| Укупно            | 202         | 153         |